# 王群 (武打演员)
王群（1960年1月26日—2008年1月3日），中国内地武术运动员、武打演员。

## 生平
王群出生于北京，在北京市西城区厂桥小学就读时，被北京市什刹海体育运动学校的吴彬教练选中，开始学习武术。1969年，进入北京武术队，并担任队长，曾多次随队获得全国武术比赛的团体冠军，其本人还获得过全国武术比赛的对练冠军和枪术亚军。
1979年，被香港武打片《塞外夺宝》剧组看中，出演“神手张”一角，从而正式进入演艺圈。1980年，进入北京电影学院业余表演班进修，与张光北、赵宝刚是同学。其后，陆续拍摄了《侠女十三妹》、《神丐》、《金镖黄天霸》、《无敌鸳鸯腿》、《一代枪王》等电影。1986年，在电视剧《甄三》中出演“金二”，大受好评，先后获得第7届电视剧飞天奖以及第5届大众电视金鹰奖的“最佳男配角”奖。
1989年，王群在事业最高峰时淡出影坛，前往前苏联，与当地一位女士结婚，还在莫斯科创办了武术学校，1992年，回国自编、自导、自演动作电影《笑傲人生》，其后又出演了电影《黃飛鴻之男兒當報國》《採花和尚》。1998年，与前妻离婚后回国定居北京，创办了王群武术文化发展中心，在北京怀柔成立了王群影视武术培训学校，以培养武打演员人才，并出演了《御花子》《太极宗师》《新少林寺》《少年张三丰》《金蚕丝雨》等影视作品。
2007年，王群筹备在北京的西山潭柘寺建设武术影视基地，并准备筹拍一部全景式反映中国武术发展历史的长篇电视系列剧。
2008年1月3日凌晨5时10分，王群因突发心肌梗塞在北京逝世。